# La signorina curiosa
La signorina curiosa (Ladies Should Listen) è un film del 1934 diretto da Frank Tuttle. 

## Trama
Il ricco uomo d'affari Julian de Lussac, ambitissimo scapolo, rischia di cadere in una truffa architettata da Marguerite, la donna che lui frequenta, con la complicità del marito Ramon. Un'indiscreta e curiosissima centralinista, operatrice telefonica nell'edificio in cui vive l'uomo, ascolta le telefonate di tutti gli abitanti e si innamora della sua voce. Sarà proprio lei, grazie alla sua intraprendenza, a salvare Julian dalla rovina economica e dal tentativo di suicidio.

## Produzione
Il film fu prodotto dalla Paramount Pictures. La sceneggiatura si basava su Ladies Should Listen, l'adattamento inglese di Guy Bolton di Le Demoiselle de Passy, commedia francese di Alfred Savoir.

## Distribuzione
Il copyright del film, richiesto dalla Paramount Productions, Inc., fu registrato il 1º agosto 1934 con il numero LP4860.
Distribuito dalla Paramount Pictures, il film uscì nelle sale cinematografiche statunitensi il 10 agosto 1934 con il titolo originale Ladies Should Listen.